# Lose Your Head
Lose Your Head is een nummer van de Britse indiepopband London Grammar uit 2021. Het is de derde single van hun derde studioalbum Californian Soil.
"Lose Your Head" gaat over een vrouw die zich in een giftige relatie bevindt. "Het gaat over macht en controle in relaties," zei frontvrouw Hannah Reid. "De tekst is vrij donker, maar ik wilde het nummer op een vrolijke manier laten horen", zei ze. Het nummer leverde London Grammar een kleine hit in Vlaanderen op, waar het de 3e positie bereikte in de Tipparade.